# اسوره نوردبی
اسوره نوردبی (نروژی: Sverre Nordby; ۱۳ مارس ۱۹۱۰ – ۴ دسامبر ۱۹۷۸) بازیکن فوتبال اهل نروژ بود.
از باشگاه‌هایی که در آن بازی کرده‌است می‌توان به باشگاه فوتبال میوندالن اشاره کرد.
وی همچنین در تیم ملی فوتبال نروژ بازی کرده‌است.